# Cirrus Mountain
Cirrus Mountain är ett berg i Kanada.   Det ligger i provinsen Alberta, i den centrala delen av landet, 3 100 km väster om huvudstaden Ottawa. Toppen på Cirrus Mountain är 3 230 meter över havet, eller 859 meter över den omgivande terrängen. Bredden vid basen är 17,1 km.
Terrängen runt Cirrus Mountain är bergig åt sydost, men åt nordväst är den kuperad.Trakten runt Cirrus Mountain är nära nog obefolkad, med mindre än två invånare per kvadratkilometer.. Det finns inga samhällen i närheten.
Trakten runt Cirrus Mountain består i huvudsak av gräsmarker.